# Haplochromis venator
Haplochromis venator é uma espécie de peixe da família Cichlidae.
É endémica do Uganda.